# Václav Čech
Václav Čech (* 3. června 1936 Dobroměřice — 14. června 2013) byl český učitel.

## Život
Absolvoval Pedagogickou školu v Teplicích. Jednu z prvních učitelských praxí absolvoval v Nové Vsi na Chomutovsku (dnes Hora Sv. Šebestiána, Nová Ves).
Svou padesátiletou učitelskou praxi zakončil na 5. Základní škole Písečná, Chomutov. S touto školou spojil závěr své pedagogické kariéry a to od jejího otevření, kdy stál jako ředitel v jejím čele až do odchodu do důchodu, kdy učil tělesnou výchovu, praktické činnosti a především vedl školní sportovní kroužky.
Právě sport byl jeho dlouhodobou vášní. V dávné minulosti se fotbalu sám aktivně věnoval na postu brankáře, později působil jako fotbalový rozhodčí a funkcionář. Kromě toho byl dlouhodobým podporovatelem školního sportu (jeho rukama prošel např. i fotbalista Patrik Gedeon), byl zakládajícím členem Asociace školních sportovních klubů na Chomutovsku a později předseda její okresní rady. U této aktivity vydržel i po odchodu ze školství prakticky až do konce svého života. Ještě necelé tři měsíce před svou smrtí rozhodoval jako rozhodčí turnaj žáků 4. a 5. tříd ve vybíjené. Zajímavé na tomto turnaji bylo i symbolické předání štafety členům rodiny, jelikož organizátorkou byla jeho dcera a druhým rozhodčím jeho vnuk.
V roce 2005 se s dalšími devíti lidmi stal jedním z prvních držitelů Ceny Jiřího Popela z Lobkovic, která je udělována významným osobnostem města Chomutova. Je také držitelem několika dalších ocenění např. za fair play či celoživotní práci. Jako uznání za celoživotní práci se v rámci základních škol chomutovského okresu hraje memoriál Václava Čecha. Stejně tak tradiční okresní futsalová liga žáků základních škol, pořádaná AŠSK Chomutov společně s Chomutovskou ligou malého fotbalu byla na jeho památku přejmenována na Žákovskou futsalovou ligu Václava Čecha.
Zemřel 14. června 2013 v podvečerních hodinách náhle a nečekaně. Poslední rozloučení s ním proběhlo o týden později.